# Gaetano Vastola (criminale)
Gaetano Vastola, detto Corky (Brooklyn, 20 maggio 1928), è un mafioso statunitense noto per aver ricoperto il ruolo di caporegime della famiglia DeCavalcante, attiva nel New Jersey.
Vastola si affermò come uno degli affiliati più redditizi della cosca, accumulando una notevole ricchezza grazie al suo coinvolgimento in numerosi racket nei settori dell’edilizia, dell’industria cinematografica e musicale, operando sia nel New Jersey che a New York.

## Carriera musicale
Nel 1946, Gaetano Vastola fu arrestato a New York per furto con scasso. Essendo ancora un giovane delinquente, fu condannato ma ricevette una pena sospesa con la libertà vigilata.
Nei primi anni della sua carriera, Vastola lavorò come promotore di concerti per celebri cantanti come Ray Charles e Aretha Franklin, ed era noto per essere un compagno di golf dell’attore e cantante Sammy Davis Jr. Divenne comproprietario della casa discografica Roulette Records e risultava ufficialmente come autore di diversi successi doo-wop degli anni ’50 e ’60, tra cui Lily Maebelle dei The Valentines, You Baby You dei The Cleftones e Hey Girl dei The Wrens.
In quel periodo, Vastola si dedicò anche alla contraffazione di dischi musicali, attività che gli fruttò circa 500.000 dollari. Nel 1960 fu condannato per violazione di marchi registrati, ma ottenne una pena sospesa di un anno. L’Agenzia delle Entrate americana (IRS) lo multò inoltre di 215 dollari per non aver dichiarato i profitti illeciti.

## Carriera criminale
Nel 1965, Gaetano Vastola fu arrestato per furto con scasso e appropriazione indebita. Nel 1969, insieme al mafioso Daniel "Danny" Annunziata, pretese un pagamento estorsivo di 20.000 dollari dagli organizzatori di un gioco d’azzardo illegale con i dadi a Trevose, in Pennsylvania. Gli organizzatori si rivolsero direttamente al boss Sam DeCavalcante per contestare la somma richiesta; secondo quanto riportato, DeCavalcante ridusse l’estorsione a 12.000 dollari, aggiungendo una commissione di mediazione di 3.800 dollari.
Nel marzo del 1972, Vastola fu condannato per estorsione ai danni degli operatori del gioco e venne condannato a 30 mesi di carcere. Tuttavia, la condanna fu successivamente annullata.
Entro il 1980, Vastola era diventato caporegime all'interno della famiglia DeCavalcante, guidando una crew di mafiosi nella contea di Union, nel New Jersey. Aveva inoltre un rapporto stretto di collaborazione con Jimmy Rotondo, capo della fazione newyorkese del clan, con base principale a Brooklyn, fino alla morte di quest’ultimo.

### L'omicidio di Vastola
Nel 1987, Gaetano Vastola fu incarcerato per aver aggredito un dirigente di una casa discografica che si era rifiutato di cedere alle sue richieste estorsive. Durante la detenzione al Metropolitan Correctional Facility di Manhattan, Vastola condivise la cella con il boss della famiglia Gambino, John Gotti.
Dopo aver trascorso del tempo insieme, Gotti si convinse che Vastola, piuttosto che scontare una lunga pena, avrebbe potuto collaborare con le autorità. Una volta rilasciato, Gotti fece pressione sul boss della famiglia DeCavalcante, John Riggi, affinché approvasse l’eliminazione di Vastola.
Nel 1992, i procuratori federali incriminarono Gotti in un nuovo processo per associazione a delinquere, accusandolo di cinque omicidi, tra cui il complotto per assassinare Vastola, oltre a usura, gioco d’azzardo illegale, ostruzione alla giustizia, corruzione e evasione fiscale.

## Arresto e condanna
Il 3 maggio 1988, Gaetano Vastola fu condannato per estorsione e per racket, ricevendo una pena di 20 anni di reclusione. Alla fine del 1990, dopo aver esaurito tutti i ricorsi, Vastola fu definitivamente incarcerato.
Nel maggio del 1998, dopo aver scontato la pena, fu rilasciato.